# To the Earth
To the Earth är ett shoot 'em up-spel till NES, utgivet 1989 i Nordamerika och 1990 i Europa. Spelet spelas med NES Zapper.

## Handling
Året är 2050, och utomjordingar hotar mänskligheten. Banorna utspelar sig vid Uranus, Saturnus, Jupiter och Jorden. Förutom fiendens farkoster, missiler och bomber skall även asteroider skjutas ner.

### Fotnoter
1. ↑  Gamefaqs Overview Arkiverad 11 april 2006 hämtat från the Wayback Machine. hämtdatum: 5 27 april 2014
2. ↑  ”To the Earth”. NES DB. 14 mars 1989. Arkiverad från originalet den 27 april 2014. https://web.archive.org/web/20140427205204/http://www.nesdb.se/game_more.php?id=1492&rid=3. Läst 27 april 2014.
3. ↑  ”NES Games” (PDF). Nintendo of America. Arkiverad från originalet den 17 mars 2007. https://web.archive.org/web/20070317023021/http://www.nintendo.com/doc/nes_games.pdf. Läst 27 april 2014.
4. ↑  ”To the Earth - Overview” (på engelska). Allgame. Arkiverad från originalet den 30 november 2012. http://archive.is/2012.11.30-143530/http://www.allgame.com/game.php?id=14354. Läst 27 april 2014.